# Karsthydrologie

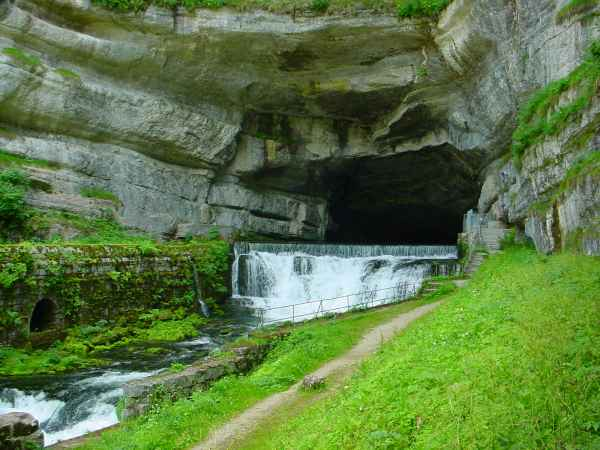
Karstquelle der Loue

Die Karsthydrologie ist die Wissenschaft vom Wasser in einem Karstsystem, seinem räumlichen und zeitlichen Verbleib und insbesondere dem Einzugsgebiet, das in Karstsystemen dem Gelände übergeordnet ist.

## Funktion
Der Wasserhaushalt in einem Karstgebiet und seine Größe ist diversen Rahmenbedingungen unterworfen. Je nach Lage, Exposition, Form und Größe des Einzugsgebiets, Ausbildung des Vorfluternetzes, Verdunstungsrate, Häufigkeit und Art der Niederschläge kann sich in der vorgegebenen geologischen Beschaffenheit des Untergrundes der Karstgrundwasserkörper unterschiedlich entwickeln. Prinzipiell sind zwei Niveaus mit einem Zwischenniveau ausgebildet. Die obere, wasserlose Zone heißt Vadose Zone, die untere, wassergesättigte Phreatische Zone.
Für die Genese der unterirdischen Wasserwege sind die hierdurch bedingten Trennflächensysteme von großer Bedeutung: Primäre Ursache der Hohlraumbildungen und Erdfälle im Karst ist die lösende Wirkung des mit Kohlendioxid angereicherten Wassers. Die wichtigsten, den Verkarstungsprozeß bestimmenden Faktoren sind neben dem Faktor Zeit die Verkarstungsfähigkeit des Gesteins, die hydrogeologischen Verhältnisse, die klimatischen Verhältnisse, die Reliefenergie, die Vegetation und die anthropogenen Eingriffe. Die Korrosion des CO2-reichen Wassers beginnt immer an den wasserwegsamen Trennflächen des Gesteins, besonders aber in Störungs- und Zerrüttungszonen. Sie führt zunächst zur Aufweitung von Kluft- und Störungsflächen, zu Schlotten und kleinen Hohlräumen, die das Gestein zwar unregelmäßig, aber in Anpassung an das Trennflächengefüge durchziehen.
Entscheidende Bedeutung für die Ausformung der Karsterscheinungen hat das „Prinzip der Selbstverstärkung“: Eingetiefte Wasserwege im Gebirge und insbesondere im Karst ziehen das Wasser regelrecht an, wodurch die Hohlformen ständig erweitert werden. So wird aus einer schmalen Versinkung ein Schlundloch, aus diesem bisweilen eine trichterförmige Doline und darunter ein Höhlensystem. Die weitere Entwicklung der Karstformen bis zum Erdfallstadium hängt dann nur noch von der gesteinsspezifischen Verkarstungsanfälligkeit der entsprechenden Gesteinsschichten ab: Bei der Schichtfazies von Karbonaten ist häufig eine systematische Abhängigkeit der Karsthohlräume von den Trennflächen und Störungszonen zu beobachten, die in der Riff-Fazies häufig fehlt.

## Bibliografie
- Ognjen Bonacci: Karst Hydrology: With Special Reference to the Dinaric Karst. (= Springer series in physical environment, 2) Springer-Verlag, New York 1987, ISBN 978-3-540-18105-7
- Derek C. Ford, Paul Williams: Karst Geomorphology and Hydrology. Unwin Hyman, Winchester (MA) 1989, ISBN 978-0-045-51106-8
- Borivoje F. Mijatović (Hrsg.): Hydrogeology of the Dinaric Karst. Heise, Hannover 1984, ISBN 978-3-922705-08-6
- Petar T. Milanović: Karst Hydrogeology. Water Resources Publications, Littleton (CO) 1981, ISBN 978-0-918-33436-7